# Stefanie Joosten
Stefanie Joosten (Roermond, 5 agosto 1988) è un'attrice e modella olandese che vive in Giappone dal 2011.
È nota per aver prestato voce e viso al personaggio di Quiet nel videogioco Metal Gear Solid V: The Phantom Pain (2015).

## Biografia
Stefanie Joosten è nata a Roermond, Limburgo, nel sud-est dei Paesi Bassi. Come comune fra gli Olandesi, ha imparato la lingua inglese in giovane età. Sostenendo di essere ossessionata dalla cultura Otaku fin da piccola, Stefanie decise di studiare la lingua e la cultura giapponese all'Università di Leida. Nel 2009, Stefanie andò a Kyoto per un anno prendendo parte in un programma di scambio. Proprio dopo quest'esperienza decise che avrebbe voluto trasferirsi a Tokyo, dopo aver preso la laurea nei Paesi Bassi.

### Esordio
Durante gli studi in Giappone, Stefanie Joosten è entrata in contatto con diverse agenzie di moda, che cercavano modelle occidentali. Tra queste c'è stata una chiamata da un agente che stava cercando modelle che lo avrebbero aiutato in un videogioco alla Joosten non nominato. Stefanie s'insospettì quando riconobbe una persona durante le audizioni. Successivamente scoprì che quest'ultima era lo sviluppatore Hideo Kojima, che le diede un'idea su ciò per cui Stefanie stava facendo il provino. È stata scelta come modello vocale e facciale per il personaggio di Quiet nel gioco Metal Gear Solid V: The Phantom Pain.

## Filmografia

### Attrice
- Gekitsui – miniserie TV (2014)

### Doppiatrice
- Metal Gear Solid V: The Phantom Pain – videogioco (2015) - Quiet
- Soulstice - videogioco (2022)